# آرپ ۶۴
آرپ ۶۴ یک کهکشان است.